# توفيق حبيب مليكة
توفيق حبيب مليكة (1880 - 22 أكتوبر 1941) صحفي وكاتب مصري. ولد في القاهرة لعائلة قبطية ونشأ ودرس بها. ساهم في الصحافة المصرية منشئًا ومحرّرًا، وهو من أوائل الأقباط المصريين الذين دخلو الصحافة وذلك في سنة‌ 1907. كتب كثيرًا في الأدب الرحلة والنقد الاجتماعي. عمل في جريدة الأهرام، وكتب مقالاته تحت عنوان «على الهامش» موقّعة باسم «الصحافي العجوز»، وهو اللقب الذي اختاره لنفسه. توفي في القاهرة عن 61 عامًا.

## سيرته
ولد توفيق بن حبيب مليكة سنة 1880 في القاهرة لعائلة أرثوذكسية قبطية، ونشأ بها. تلقى علومه في مدرسة المرسلين الأميركان والأقباط الكبرى. اشتغل بالصحافة والتحرير في المجلات والصحف، فحرّر عدة جرائد إسبوعية، عمل مع يوسف الخازن في جريدة «الأخبار» من سنة 1907 حتى 1919 ثم في «الأهرام» منذ 1920، فعمل فيها مخبرًا صحفيًا في البداية، ، ثم بدأ في كتابة سلسلة مقالات فيها تحت عنوان «على الهامش» كان يوقعها باسم «الصحافي العجوز». وقد ساهم في الصحافة المصرية أكثر من أربعين سنة. وكان شديد الاهتمام بالقضايا المصرية الخديوية والاحتلال البريطاني لمصر، وكذلك ميالًا إلى مطالعة الصحف والمجلات ومناقشة القضايا الوطنية والشؤون القبطية.

زار كثيرًا من البلاد الشرقية والعربية، وكتب عنها. وبدأ أسفاره إلى أوروبا سنة 1921، فقضى ثمانية أشهر متجوِّلًا بين سويسرا وفرنسا وألمانيا وإيطاليا. ثم زار إستانبول وسوريا ولبنان ويوعوسلافيا وإسبانيا عشرَ مرات. أولع بجمع الكتب وترتيب فهارسها.
توفي توفيق حبيب يوم 22 أكتوبر 1941 بالقاهرة.

## أدبه
كان من أعلام الصحافة المصرية في عصره. اشتهر بـ«الصحافي العجوز»، وهو اللقب الذي اختاره لنفسه. قال عنه الزركلي « امتاز بجمع الحوادث وتنسيقها (جزازات) وأضابير، ثم الكتابة عنها في المناسبات. وفيها تراجم بعض البارزين من المعاصرين». وصفه محمد زكي مجاهد بأنه كان «كثير التطرف والانتقاد والمناقشة، لا تخلو مجالسه من التنديد والتقريع بكل ما يراه مخالفًا لمبادئه وميوله... وكان مؤرخًا صادق الرواية، حافظًا لكثير من السير.» تميز بأسلوبه في جمع بين السخرية والجد بعبارات بسيطة.

## آثاره
من مؤلفاته:
- «جهاد شاب وطني قرياقص ميخائيل»
- «ألحان الكنسية القبطية»
- «الفجالة قديمًا وحديثًا»، عن تاريخ حي الفجالة بالقاهرة، 1913 [10]
- «هوامش الصحافي العجوز، برسوم العريان وآخرون» [11]
- «أبو جلدة وآخرون»، 1935 [12][13]
- «تذكار المؤتمر القبطي»
- «الفتيان الكشافة» [14]
- «أسرار الملوك،» قصة مترجمة

من مؤلفاته في أدب الرحلة:
- «رحلة صيف إلى تركيا واليونان ويوغوسلافيا وإيطاليا»
- «رحلة الصحافي العجوز شهران في أوروبا »
- «رحلات الصحافي العجوز: شهران في لبنان وبلاد اليونان وإيطاليا وطرابلس الغرب صيف سنة ١٩٣٨»، أدب الرحلة، 1935 [15]
- «رحلة إكسبرس من إسكندرية وإستانبول: مع المستر أتول»، 1933 [16]